# Marija Krjutjkova
Maria Jevgenjevna Krjutjkova (ryska: Мария Евгеньевна Крючкова), född 7 juli 1988 i Rostov-na-Donu i Sovjetunionen (nu Ryssland), död 8 mars 2015 i Rostov-na-Donu, var en rysk gymnast.
Krjutjkova tog OS-brons i lagmångkampen i samband med de olympiska gymnastiktävlingarna 2004 i Aten.